# モッチラミン
モッチ ラミン（Lamine Mbodj、1997年9月11日 - ）はセネガル出身の男子バスケットボール選手である。国籍は日本。ポジションはセンター。Bリーグの熊本ヴォルターズに在籍。

## 来歴
1997年セネガルの首都ダカールにて生誕、15歳で愛知県の桜丘高等学校へバスケ留学。2年生の時に出場したウィンターカップでは全5試合に出場し、143得点・119リバウンドを挙げて八村塁と共に大会ベスト5に選出される。
2016年、大東文化大学へ進学。バスケ部に所属し、1年で部を1部リーグへ昇格させる。翌年には第69回全日本大学バスケットボール選手権大会優勝に貢献する。
2020年、さいたまブロンコスと特別指定選手契約を締結。14試合に出場し、10.8PTS・3.6RBD。
2020-21シーズンからは社会人チームのJR東日本秋田ペッカーズに在籍。
2024年3月、日本国籍を取得。
2024年7月4日、シーホース三河と新規選手契約を締結するが、10月31日に「契約条項に違反した」として契約を解除された。
11月29日、佐賀バルーナーズと新規選手契約。
2025年6月25日、熊本ヴォルターズと新規選手契約を締結。

## 経歴
桜丘高等学校 - 大東文化大学（2016 - 2020） - さいたまブロンコス（特別指定選手、2020） - JR東日本秋田ペッカーズ（2020 - 2024） - シーホース三河（2024） - 佐賀バルーナーズ（2024 - 2025） - 熊本ヴォルターズ（2025 - ）

## 個人記録
| シーズン   | クラブ   | GP | GS | MPG  | FG%  | 3P%  | FT%   | RPG | APG | SPG | BPG | TO  | PPG  |
| ---------- | -------- | -- | -- | ---- | ---- | ---- | ----- | --- | --- | --- | --- | --- | ---- |
| B3 2019-20 | さいたま | 14 | 0  | 10.4 | .594 | .000 | .594  | 3.6 | 0.1 | 0.0 | 0.2 | 1.5 | 10.4 |
| B1 2024-25 | 三河     | 4  | 0  | 0.4  | .000 | .000 | 1.000 | 0.3 | 0.0 | 0.0 | 0.0 | 0.0 | 0.5  |
| B1 2024-25 | 佐賀     | 27 | 14 | 17.3 | .448 | .000 | .750  | 4.5 | 1.0 | 0.6 | 0.4 | 1.0 | 5.4  |